# Cristiano, Príncipe Eleito da Dinamarca
Cristiano (10 de Abril de 1603 - 2 de Junho de 1647), foi príncipe-eleito da Dinamarca de 1610 até à sua morte.

## Família
Cristiano era o filho mais velho do rei Cristiano IV da Dinamarca e da marquesa Ana Catarina de Brandemburgo. Entre os seus irmãos estava o rei Frederico III da Dinamarca. Os seus avós paternos eram o rei Frederico II da Dinamarca e a duquesa Sofia de Mecklemburgo-Güstrow. Os seus avós maternos eram o príncipe-eleitor Joaquim III Frederico de Brandemburgo e a marquesa Catarina de Brandemburgo-Küstrin.

## Primeiros Anos
Cristiano nasceu no Castelo de Copenhaga. Foi o terceiro filho a nascer do rei e da sua consorte, mas um deles, Frederico, morreu com menos de um mês de idade e o outro nasceu morto. Como tal, o seu pai sempre acreditou que seria ele a herdar o trono. A Dinamarca era uma monarquia eleitoral, onde o conselho privado tinha o poder de eleger o rei. Contudo, enquanto o rei fosse vivo, podia escolher um herdeiro e promover a sua causa dentro do conselho que normalmente seguia sempre a escolha do monarca. Em 1608, o conselho privado e os representantes dos estados apoiaram a decisão do rei em escolher Cristiano para príncipe-eleito, uma decisão que foi oficializada em 1610 na Dinamarca e na Noruega.
O tutor responsável pela educação do príncipe foi Niels Jørgensen Æryleus que ficou com o príncipe de 1610 a 1617, sendo depois substituído por Jesper Brochmand que o educou entre 1617 e 1620.

## Carreira e Casamento

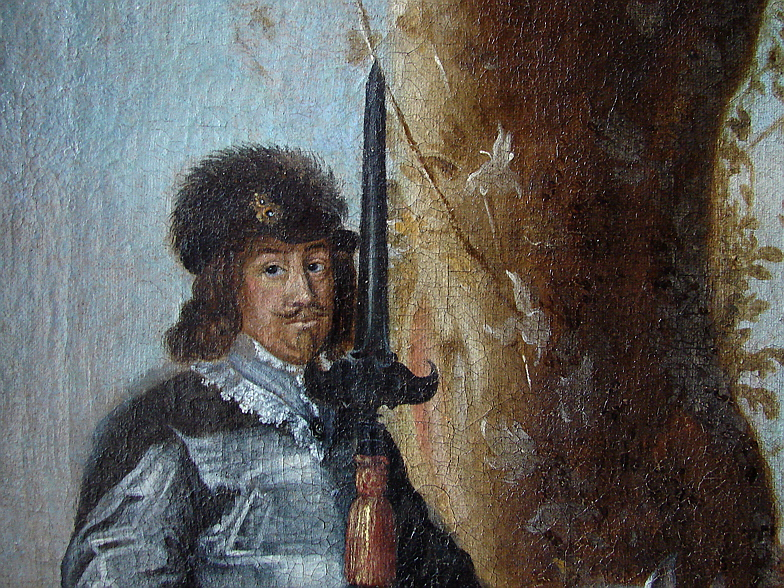
Cristiano.

Em 1625, a Dinamarca entrou na Guerra dos Trinta Anos. A intervenção dinamarquesa iniciou-se na segunda maior fase da guerra, depois do fim da Revolta da Boémia. Com o rei a comandar as tropas no campo de batalha, o príncipe Cristiano passou a comandar o governo, uma posição que manteve até 1627 algo que não o impediu de participar em algumas batalhas. Chegou mesmo a ser atingido por dois tiros em Novembro de 1626. Em 1627 foi enviado para Holstein, perto da fronteira, e instalou-se em Segeberg. Depois retirou-se quando as tropas inimigas conquistaram o sul da Dinamarca e a Jutlândia e a intervenção dinamarquesa falhou. Durante a retirada partiu uma perna depois de cair de uma carruagem. Em 1626, a sua relação com a nobre Anne Lykke fez com que entrasse em conflito com o pai e o conselho de estado quando o rei a mandou prender devido à influência que tinha sobre o príncipe e a tentou acusar de bruxaria.
Em 1628, Cristiano recebeu o feudo de Malmöhus. Em Janeiro de 1632 foi nomeado governador-geral de Schleswig-Holstein e recebeu Laaland e Falster. Em 1633 ficou noivo da duquesa Madalena Sibila da Saxónia, filha do príncipe-eleitor João Jorge I da Saxónia e da duquesa Madalena Sibila da Prússia. O casamento já estava a ser negociado desde 1630 e a cerimónia aconteceu a 5 de Outubro de 1634 em Copenhaga com grandes celebrações. O casal nunca teve filhos e vivia no Castelo de Nykøbing em Falster. Cristiano não se envolveu muito na política durante esta fase da sua vida, algo que não o deixava feliz. Voltaria a ter algum poder quando foi chefe do governo em 1644, quando o seu pai se ausentou devido à Guerra de Torstenson. No outono de 1644, o príncipe Cristiano passou uma temporada na cidade fortificada de Malmø, mas quando as tropas suecas se estavam a aproximar, teve de se retirar primeiro para a Copenhaga devido aos primeiros sinais de doença e depois para Falster.

## Últimos Anos e Legado
Cristiano era conhecido por ser preguiçoso e beber demasiado. Perto do final da sua vida estava profundamente endividado e, apesar do seu pai tentar pagar algumas das suas vidas, o príncipe ainda devia mais de 215 000 rigsdaleres em 1617. Em 1646 pediu empréstimos a várias pessoas, entre elas o duque de Gottorp, para uma estadia num spa na Boémia. Trocou Nykøbing pela Boémia a 8 de Maio de 1647. Chegou a Dresden a 28 de Maio e continuou o caminho até 1 de Junho. Pouco depois de começar a viagem ficou gravemente doente. Foi levado para um castelo em Gorbitz, perto de Dresden, onde viria a morrer no dia seguinte.
Foi enterrado a 8 de Novembro de 1647 na Catedral de Nossa Senhora de Copenhaga. Em 1655, os seus restos mortais foram transladados para a Catedral de Roskilde.